# Mazda Verisa
Der fünftürige Kleinwagen Mazda Verisa ist ein Pkw-Modell des japanischen Herstellers Mazda. Der Wagen, welcher zwischen 2004 und 2015 gebaut wurde, wurde in Deutschland nicht vertrieben. Er basiert auf dem Mazda2 beziehungsweise dem Ford Fusion. Im ersten Verkaufsjahr wurden vom fünfsitzigen Verisa weltweit 19.473 Fahrzeuge verkauft. Vom Fahrzeugkonzept her ist er ein sogenanntes Crossover-Modell, bei dem der etwa vier Meter lange Mazda durch sein höheres Dach Merkmale eines Kleinwagens mit denen eines Minivans verbindet. In der deutschen Mazda-Produktpalette wäre der Verisa zwischen dem Mazda2 und dem Kompaktmodell Mazda3 einzuordnen.

## Technik
Für den Mazda Verisa ist ein Motor erhältlich: der mit Normalbenzin zu betankende R4-Ottomotor ist mit serienmäßigem Frontantrieb oder gegen Aufpreis mit dem sogenannten e-4WD-Allradantrieb kombinierbar. Als Getriebe kommt eine 4-Stufen-Automatik zum Einsatz. 
Motor:
- 4EC-AT-Reihenvierzylinder-Ottomotor mit 1.598 cm³ Hubraum und 83 kW (113 PS) und 140 Nm Drehmoment bei 4.000/min

## Ausstattung

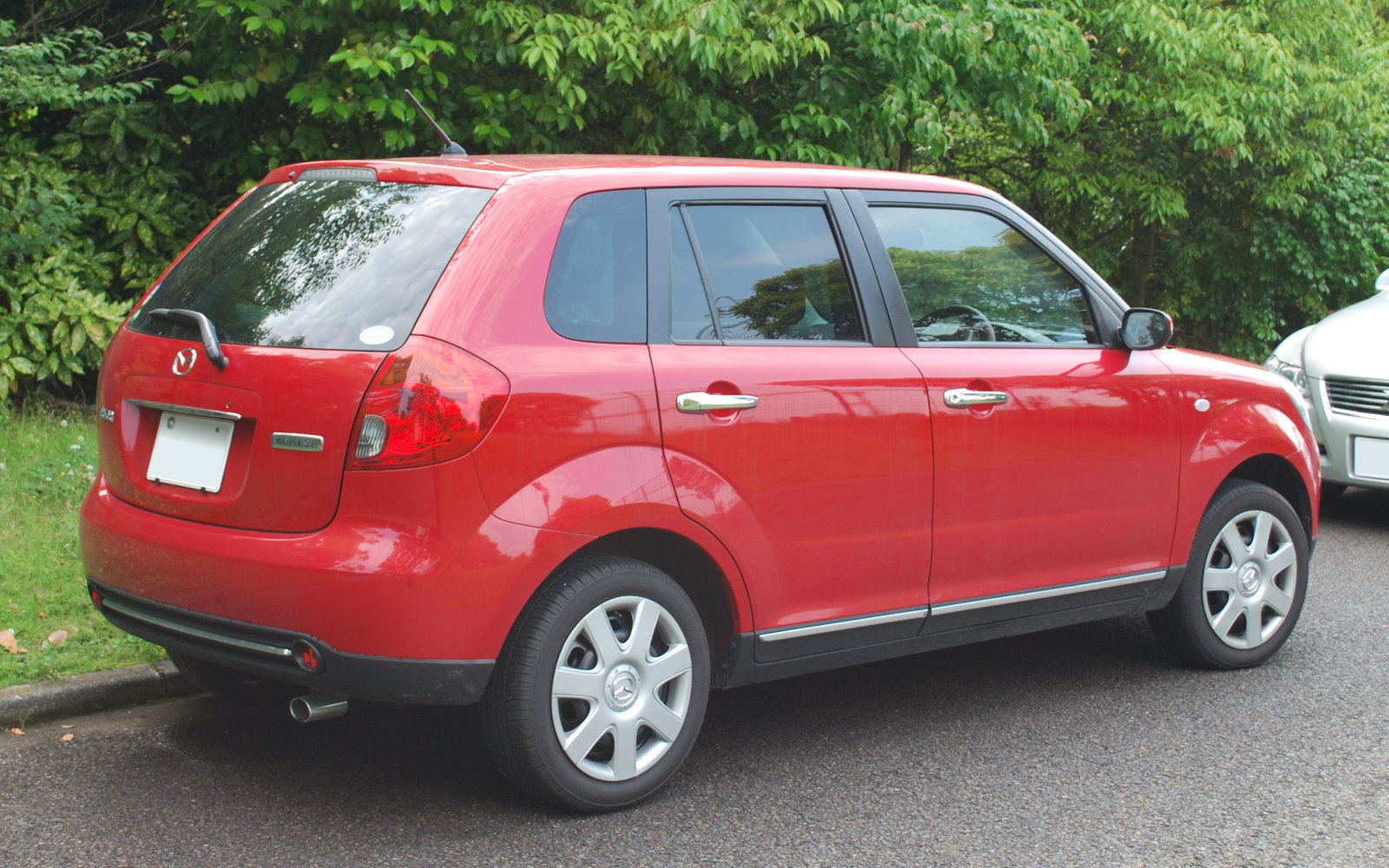
Steil abfallendes Heck

Der Innenraum des Verisa kann auf dem heimischen, japanischen Markt entweder mit einem roten oder olivfarbenen Stoffbezug oder auch mit Terrakotta-schwarzen Ledersitzen bestellt werden. Eine Besonderheit ist der klappbare Schminkspiegel für den Beifahrer im Handschuhfach. Extras wie Klimaautomatik, Schlüsselloses Zugangs- und Startsystem, Rückfahrkamera, Regensensor, Xenonscheinwerfer, Navigationssystem mit Farbbildschirm, Radioanlage mit 20-GB-Festplatte sind eher ungewöhnlich für einen Kleinwagen. Umgerechnet kostet der Mazda Verisa in Basisausstattung zwischen 10.100 und 12.000 Euro.
Das Sondermodell T Style aus der Mazda-Serie Stylish Tones verfügt zusätzlich über eine dunkelgrüne Metalliclackierung und beige-schwarze Ledersitze.
Farben:
| Weiß | Blaugrau | Hellblau | Orange | Magenta | Violett | Dunkelblau | Grau |